# 花神咖啡馆

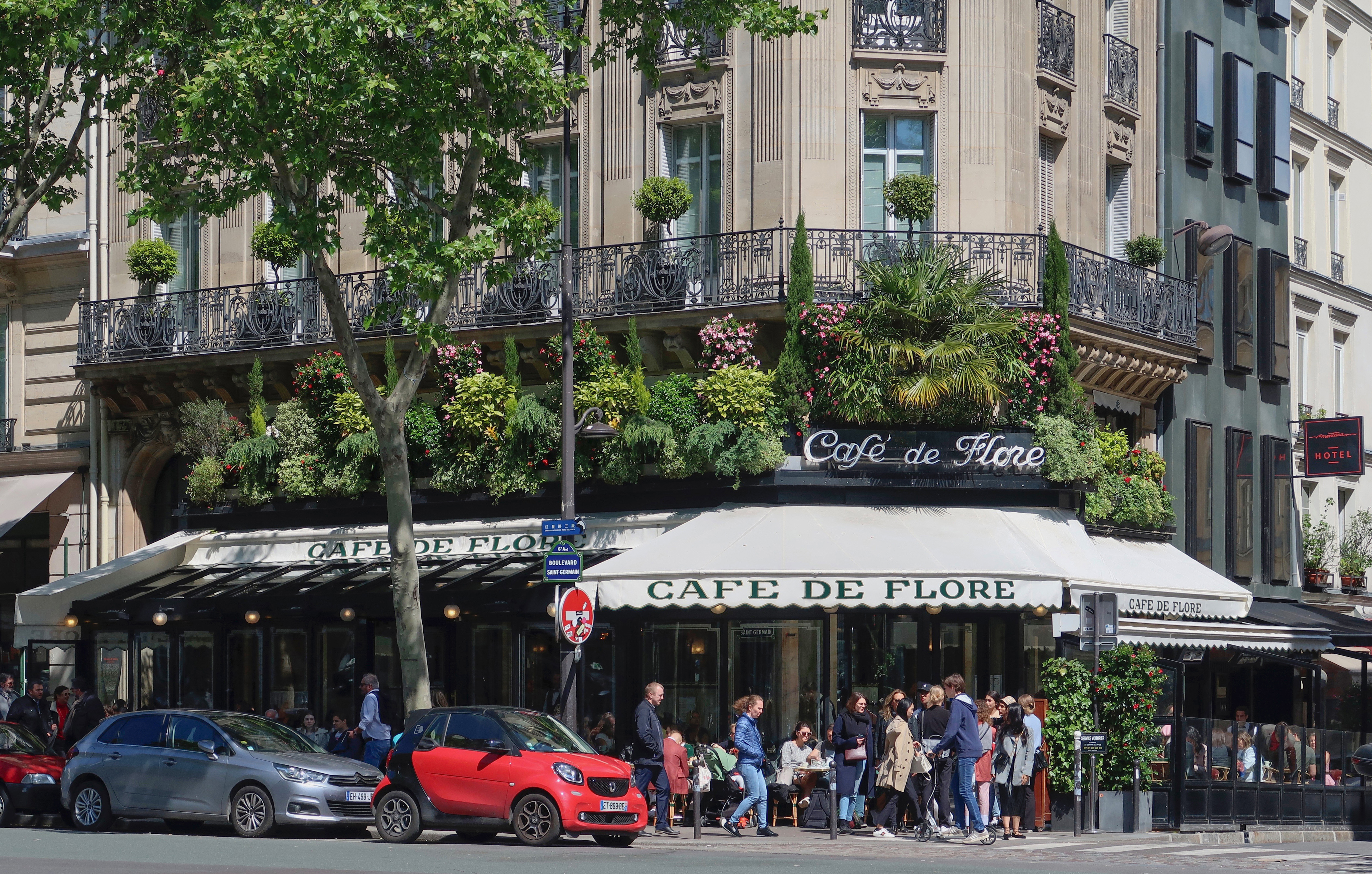
花神咖啡馆

花神咖啡馆（法語：Café de Flore）是法国巴黎的一座咖啡馆，位于巴黎第六区圣日耳曼大道和圣伯努瓦街（Rue St. Benoit）转角，創建於1887年。其名稱源自於林蔭大道旁的一尊雕像：芙蘿拉，羅馬神話中的春之母，花朵和花園的女神。咖啡館的室内装饰为经典的装饰艺术运动风格，红色座位，桃花心木和镜子自二战以来并没有多大变化。就像它的主要对手双叟咖啡馆（Les Deux Magots）一样，花神咖啡馆招待了战后大部分法国知识分子。
弗雷德里克·贝格伯德（Frédéric Beigbeder）于1994年设立了文学奖花神大奖赛（Prix de Flore），每年在花神咖啡馆颁奖。
花神咖啡館提供的菜單範圍相當廣泛，從茶，咖啡，熱巧克力，酒精飲料和果汁; 從簡餐到正餐，包括烤麵包，羊角麵包，煎蛋，沙拉，湯和甜點等等。最近的地鐵站是巴黎地鐵4號線的聖日耳曼德佩站。

## 歷史
1908年《法蘭西行動報》在此創刊，1912年弗朗索瓦·紀達（François Guittard）買下花神咖啡館並大力革新，吸引當時許多文人墨客到此駐足，例如《亞特蘭提斯》的作者皮耶·貝諾（Pierre Benoit）、象徵派詩人雷米·德·古爾蒙（Remy de Gourmont）以及立體派創始者阿波里奈爾等等。
1939年花神咖啡館的經營權轉到布巴（Paul Boubal）手上，這位不拘小節的老闆接納來自五湖四海各形各色的顧客，特別是那些因為喧鬧而不被其他咖啡館接受的人。兩年後，西蒙·波娃帶著薩特前來光顧，此外，畢卡索亦曾經在花神的玻璃上作畫，替這個顧客大幅減少的淪陷期增添不少傳奇的色彩。
1943年薩特在花神寫作的《存在與虛無》出版，意謂著存在主義的興起。

## 軼聞
- 1964年獲頒諾貝爾文學獎卻拒絕受獎的薩特是花神常客，同時，同为法國知名劇作家的亞伯特·維達里（Albert Vidalie）對店員高喊「他不要嗎？那麼，我就收下了！」之後向老闆要了一支空酒瓶在裡面撒尿，接著把酒瓶帶到隔壁的蒙塔納酒吧以慶祝為名請全店客人喝一杯。[2]

- 花神咖啡館招待過不少知名的國家領袖或皇親國戚（儘管當時尚未成名），像是周恩來（1926）、狄托（1936）、沙烏地阿拉伯的莎拉雅王妃（1965）、前越南國王保大（1965）。